# Wyschejschaja Liha 2013
Die Wyschejschaja Liha 2013 war die 23. Spielzeit der höchsten belarussischen Spielklasse im Männerfußball. Sie begann am 30. März 2013 und endete am 1. Dezember 2013.
Titelverteidiger war bereits zum siebten Mal in Folge BATE Baryssau.

## Vereine
| Verein                     | Stadt      | Stadion           | Kapazität |
| -------------------------- | ---------- | ----------------- | --------- |
| Belschyna Babrujsk         | Babrujsk   | Spartak-Stadion   | 04.600    |
| BATE Baryssau              | Baryssau   | Haradski-Stadion  | 05.500    |
| FK Dinamo Brest            | Brest      | Brestskij-Stadion | 10.080    |
| FK Homel                   | Homel      | Zentralstadion    | 14.307    |
| FK Njoman Hrodna           | Hrodna     | Njoman-Stadion    | 08.800    |
| Dnjapro Mahiljou           | Mahiljou   | Spartak-Stadion   | 11.200    |
| FK Slawija-Masyr           | Masyr      | Junatsva-Stadion  | 05.300    |
| FK Dinamo Minsk            | Minsk      | Traktar-Stadion   | 17.600    |
| FK Minsk                   | Minsk      | Dinamo-Stadion    | 40.000    |
| Naftan Nawapolazk          | Nawapolazk | Atlant-Stadion    | 05.300    |
| FK Schachzjor Salihorsk    | Salihorsk  | Stroitel-Stadion  | 04.200    |
| FK Tarpeda-BelAS Schodsina | Schodsina  | Torpedo-Stadion   | 03.020    |

## Vorrunde
Beginnend mit dieser Saison wurde das Format der Liga geändert. Ab sofort wird die Liga in zwei Phasen ausgetragen. Nach der Vorrunde in der alle Teams zweimal gegeneinander antreten, wird die Liga in zwei Gruppen geteilt: die besten sechs Mannschaften erreichen die Meisterrunde, während die übrigen sechs Vereine in der Abstiegsrunde spielen.

### Tabelle
| Pl. | Verein                     | Sp. | S  | U | N  | Tore    | Diff. | Punkte |
| --- | -------------------------- | --- | -- | - | -- | ------- | ----- | ------ |
| 1.  | FK Schachzjor Salihorsk    | 22  | 15 | 4 | 3  | 035:130 | +22   | 49     |
| 2.  | BATE Baryssau (M)          | 22  | 15 | 3 | 4  | 046:170 | +29   | 48     |
| 3.  | FK Dinamo Minsk            | 22  | 9  | 7 | 6  | 030:260 | +4    | 34     |
| 4.  | FK Homel                   | 22  | 9  | 7 | 6  | 025:200 | +5    | 34     |
| 5.  | FK Njoman Hrodna           | 22  | 8  | 6 | 8  | 023:230 | ±0    | 30     |
| 6.  | FK Tarpeda-BelAS Schodsina | 22  | 8  | 4 | 10 | 026:280 | −2    | 28     |
| 7.  | Belschyna Babrujsk         | 22  | 7  | 7 | 8  | 024:280 | −4    | 28     |
| 8.  | FK Minsk (P)               | 22  | 6  | 7 | 9  | 021:270 | −6    | 25     |
| 9.  | FK Dinamo Brest            | 22  | 6  | 6 | 10 | 018:300 | −12   | 24     |
| 10. | Dnjapro Mahiljou (N)       | 22  | 6  | 5 | 11 | 020:290 | −9    | 23     |
| 11. | Naftan Nawapolazk          | 22  | 4  | 9 | 9  | 019:290 | −10   | 21     |
| 12. | FK Slawija-Masyr           | 22  | 3  | 7 | 12 | 016:330 | −17   | 16     |

| (M) | amtierender belarussischer Meister     |
| (P) | amtierender belarussischer Pokalsieger |
| (N) | Aufsteiger aus der Perschaja Liha 2012 |

### Kreuztabelle
| 2013                       | BATE Baryssau | Belschyna Babrujsk | FK Dinamo Brest | FK Dinamo Minsk | Dnjapro Mahiljou | FK Homel | FK Minsk | Naftan Nawapolazk | Njoman Hrodna | FK Schachzjor Salihorsk | FK Slawija-Masyr | FK Tarpeda-BelAS Schodsina |
| -------------------------- | ------------- | ------------------ | --------------- | --------------- | ---------------- | -------- | -------- | ----------------- | ------------- | ----------------------- | ---------------- | -------------------------- |
| BATE Baryssau              |               | 2:0                | 3:2             | 1:1             | 3:1              | 1:2      | 2:1      | 3:0               | 2:0           | 4:0                     | 6:1              | 2:0                        |
| Belschyna Babrujsk         | 0:1           |                    | 1:0             | 1:1             | 3:1              | 1:1      | 0:0      | 1:0               | 2:2           | 1:1                     | 2:2              | 1:3                        |
| FK Dinamo Brest            | 0:0           | 1:0                |                 | 0:2             | 2:0              | 1:1      | 1:1      | 2:1               | 1:1           | 0:1                     | 1:0              | 2:1                        |
| FK Dinamo Minsk            | 1:2           | 2:0                | 3:2             |                 | 2:1              | 1:0      | 3:0      | 1:1               | 0:2           | 1:1                     | 0:0              | 1:2                        |
| Dnjapro Mahiljou           | 2:1           | 0:1                | 0:0             | 2:0             |                  | 2:1      | 2:2      | 1:2               | 3:1           | 2:0                     | 1:0              | 0:4                        |
| FK Homel                   | 3:2           | 1:3                | 2:0             | 1:2             | 0:0              |          | 2:0      | 1:1               | 2:0           | 0:1                     | 2:1              | 0:0                        |
| FK Minsk                   | 0:1           | 2:1                | 2:0             | 1:2             | 1:0              | 0:0      |          | 1:2               | 1:0           | 0:1                     | 1:1              | 0:0                        |
| Naftan Nawapolazk          | 1:5           | 3:3                | 1:2             | 0:0             | 2:1              | 0:0      | 1:1      |                   | 0:0           | 0:1                     | 0:0              | 0:2                        |
| FK Njoman Hrodna           | 2:1           | 2:1                | 2:0             | 3:1             | 1:1              | 2:0      | 0:2      | 1:0               |               | 0:1                     | 2:0              | 1:1                        |
| FK Schachzjor Salihorsk    | 0:0           | 3:0                | 5:0             | 1:1             | 2:0              | 0:1      | 4:1      | 2:0               | 2:0           |                         | 2:1              | 2:1                        |
| FK Slawija-Masyr           | 0:1           | 0:1                | 1:1             | 3:2             | 0:0              | 1:2      | 2:3      | 1:1               | 1:0           | 0:2                     |                  | 0:3                        |
| FK Tarpeda-BelAS Schodsina | 0:3           | 0:1                | 2:0             | 2:3             | 1:0              | 1:3      | 2:1      | 0:3               | 1:1           | 0:3                     | 0:1              |                            |

## Endrunde

### Meisterrunde
Die sechs bestplatzierten Vereine der Vorrunde erreichen die Meisterrunde, in der es neben der Meisterschaft auch um die internationalen Plätze im Europapokal geht. Der Meister qualifiziert sich für die Champions League und die beiden Mannschaften auf den Plätzen zwei und drei für die Europa League.
Gespielt wird eine weitere Doppelrunde zwischen den sechs Vereinen, wobei alle Ergebnisse aus der Vorrunde übertragen werden.

#### Tabelle
| Pl. | Verein                     | Sp. | S  | U | N  | Tore    | Diff. | Punkte |
| --- | -------------------------- | --- | -- | - | -- | ------- | ----- | ------ |
| 1.  | BATE Baryssau (M)          | 32  | 21 | 4 | 7  | 061:250 | +36   | 67     |
| 2.  | FK Schachzjor Salihorsk    | 32  | 17 | 7 | 8  | 044:260 | +18   | 58     |
| 3.  | FK Dinamo Minsk            | 32  | 15 | 9 | 8  | 044:330 | +11   | 54     |
| 4.  | FK Njoman Hrodna           | 32  | 13 | 8 | 11 | 034:300 | +4    | 47     |
| 5.  | FK Tarpeda-BelAS Schodsina | 32  | 12 | 6 | 14 | 033:380 | −5    | 42     |
| 6.  | FK Homel                   | 32  | 11 | 7 | 14 | 034:400 | −6    | 40     |

| (M) | amtierender belarussischer Meister     |
| (N) | Aufsteiger aus der Perschaja Liha 2012 |

#### Kreuztabelle
| 2013                       | FK Schachzjor Salihorsk | BATE Baryssau | FK Dinamo Minsk | FK Homel | Njoman Hrodna | FK Tarpeda-BelAS Schodsina |
| -------------------------- | ----------------------- | ------------- | --------------- | -------- | ------------- | -------------------------- |
| FK Schachzjor Salihorsk    |                         | 0:3           | 0:0             | 1:2      | 1:1           | 1:0                        |
| BATE Baryssau              | 2:2                     |               | 2:1             | 2:0      | 1:0           | 0:1                        |
| FK Dinamo Minsk            | 1:0                     | 2:1           |                 | 3:1      | 1:2           | 0:0                        |
| FK Homel                   | 1:3                     | 0:1           | 1:4             |          | 0:1           | 1:2                        |
| FK Njoman Hrodna           | 2:1                     | 1:0           | 0:1             | 1:2      |               | 3:0                        |
| FK Tarpeda-BelAS Schodsina | 1:0                     | 1:3           | 0:1             | 2:1      | 0:0           |                            |

### Abstiegsrunde
Die Teams auf den Plätzen 7 bis 12 der Vorrunde erreichen die Abstiegsrunde. Nach Abschluss der Runde steigt der Letztplatzierte in die zweitklassige Perschaja Liha ab – der Vorletzte bestreitet zwei Relegationsspiele gegen den Zweitplatzierten der Perschaja Liha 2013 um den Verbleib in der Wyschejschaja Liha.
Gespielt wird eine weitere Doppelrunde zwischen den sechs Vereinen, wobei alle Ergebnisse aus der Vorrunde übertragen werden.

#### Tabelle
| Pl. | Verein               | Sp. | S  | U  | N  | Tore    | Diff. | Punkte |
| --- | -------------------- | --- | -- | -- | -- | ------- | ----- | ------ |
| 7.  | Belschyna Babrujsk   | 32  | 15 | 8  | 9  | 042:380 | +4    | 53     |
| 8.  | FK Dinamo Brest      | 32  | 11 | 7  | 14 | 032:410 | −9    | 40     |
| 9.  | FK Minsk (P)         | 32  | 10 | 8  | 14 | 036:400 | −4    | 38     |
| 10. | Naftan Nawapolazk    | 32  | 9  | 10 | 13 | 029:410 | −12   | 37     |
| 11. | Dnjapro Mahiljou (N) | 32  | 9  | 6  | 17 | 028:420 | −14   | 33     |
| 12. | FK Slawija-Masyr     | 32  | 5  | 8  | 19 | 024:470 | −23   | 23     |

| (P) | amtierender belarussischer Pokalsieger |
| (N) | Aufsteiger aus der Perschaja Liha 2012 |

#### Kreuztabelle
| 2013               | Belschyna Babrujsk | FK Minsk | FK Dinamo Brest | Dnjapro Mahiljou | Naftan Nawapolazk | FK Slawija-Masyr |
| ------------------ | ------------------ | -------- | --------------- | ---------------- | ----------------- | ---------------- |
| Belschyna Babrujsk |                    | 3:1      | 0:4             | 1:1              | 1:0               | 2:1              |
| FK Minsk           | 2:3                |          | 3:1             | 1:0              | 4:0               | 1:1              |
| FK Dinamo Brest    | 0:1                | 1:0      |                 | 0:1              | 1:1               | 3:1              |
| Dnjapro Mahiljou   | 1:5                | 1:0      | 3:0             |                  | 0:2               | 0:1              |
| Naftan Nawapolazk  | 0:1                | 2:1      | 1:3             | 1:0              |                   | 2:1              |
| FK Slawija-Masyr   | 0:1                | 1:2      | 0:1             | 2:1              | 0:1               |                  |

### Relegation
Der Elftplatzierte  bestreitet nach Abschluss der regulären Saison am 4. und 8. Dezember zwei Relegationsspiele gegen den Zweitplatzierten  der Perschaja Liha.
|                                                | Gesamt |                                         | Hinspiel | Rückspiel |
| ---------------------------------------------- | ------ | --------------------------------------- | -------- | --------- |
| Dnjapro Mahiljou Elfter der Wyschejschaja Liha | 3:1    | FK Haradseja Zweiter der Perschaja Liha | 3:1      | 0:0       |

Damit konnte Dnjapro Mahiljou die Klasse halten.

## Torschützenliste
| Pl. | Name                 | Team                    | Tore |
| --- | -------------------- | ----------------------- | ---- |
| 01. | Wital Radsiwonau     | BATE Baryssau           | 14   |
| 02. | Dmitriy Osipenko     | FK Schachzjor Salihorsk | 12   |
| 03. | Hernan Figueredo     | FK Dinamo Minsk         | 10   |
| 03. | Anton Matweenko      | FK Homel                | 10   |
| 03. | Alexander Paulau     | BATE Baryssau           | 10   |
| 03. | Mikolaj Signevitsch  | FK Dinamo Brest         | 10   |
| 03. | Pawel Sitko          | FK Schachzjor Salihorsk | 10   |
| 08. | Denis Laptew         | FK Slawija-Masyr        | 09   |
| 09. | Mikhail Gordeytschuk | Belschyna Babrujsk      | 08   |
| 10. | Igor Kriwobok        | Naftan Nawapolazk       | 07   |
| 10. | Raman Wasiljuk       | FK Minsk                | 07   |